# Pałac Walickiego w Grodnie
Pałac Walickiego (Pałac wiceadministratora) w Grodnie – zespół pałacowo-parkowy znajdujący się w Grodnie na Białorusi.

## Historia
W średniowieczu teren na którym stoi pałac przylegał do traktu wileńskiego. Za księcia Witolda lub króla Aleksandra powstał kościół św. Mikołaja na północnym przedmieściu – Horodnicy. Wówczas był to teren praktycznie niezabudowany. Prawdopodobnie w najbliższym sąsiedztwie kościoła stała cerkiew tego samego wezwania. Po raz pierwszy wspomniano o niej w 1560 r., a w 1680 r. została opisana w rewizji Grodna jako pusta murowana cerkiew. W 1736 r. zostały już po niej tylko krzyż i cmentarz. Kościół spłonął podczas wojny polsko-rosyjskiej. 
Pałac wiceadministratora Grodzieńskiej Ekonomii Królewskiej został zaprojektowany w latach 1776-1778 i wybudowany do 1793 r. jako część dzielnicy Horodnica na zlecenie Antoniego Tyzenhauza, przez architekta Johanna Georga Mezera we współpracy z Giuseppe de Sacco. Według innej wersji Sacco kontynuował budowę kompleksu, finalizując projekt bądź był jedynym autorem projektu. Parter przeznaczono na cele gospodarcze, trzecią kondygnację (18 pokoi) na poselstwo. W krótkim czasie pałac został przekazany przez króla Stanisława Augusta Poniatowskiego podskarbiemu Antoniemu Dziekońskiemu. Podczas ostatniego Sejmu Rzeczpospolitej Obojga Narodów w pałacu mieszkał poseł rosyjski Jakob Sievers. W 1797 r. obiekt był własnością filantropa Michała Walickiego. Według historyka A. Czerniakiewicza, w pałacu podczas swojej wizyty w Grodnie w 1802 roku przebywał car Aleksander I. Przed wojną 1812 r. w pałacu kwaterował duński korpus kozacki Matwieja Płatowa. Po zajęciu miasta przez Francuzów był on siedzibą armii francuskiej. W 1849 r. Leopold Walicki sprzedał pałac Synodowi Rządzącemu. Według innego źródła zespół pałacowy nabył dla Cerkwi Prawosławnej w 1858 r. biskup brzeski Ignacy, wikariusz eparchii wileńskiej i litewskiej. Mieściły się tu konsystorz duchowny, mieszkania dla księży i rezydencja biskupa. W domu biskupim znajdowała się cerkiew św. Jana Chrzciciela, w 1875 roku konsekrowano ją ku czci męczenników wileńskich Antoniego, Jana i Eustachego. W budynku działało także Bractwo Sofijskie i komisja cerkiewno-archeologiczna, później muzeum (w 1911 r. jego przewodniczącym był I. Glebow, a K. Michałowski kierownikiem „skarbnicy starożytności”) i ośrodek naukowy. W pałacu mieszkali m.in. Makary (Bułgakow), Nikanor (Kamienski), Joachim (Lewicki), Hieronim (Ekziemplarski), Michał (Jermakow). W 1901 r. w pałacu działała szkoła ikon Postnikowa i Strupińskiego.
W 1919 roku w budynku mieściła się białoruska komenda wojskowa i dowództwo 1 Pułku Białoruskiego. W 1921 r. mieściło się tu białoruskie gimnazjum. Po 1939 r. w dawnym pałacu mieściły się głównie placówki oświatowe: w 1946 r. był to dom pionierów, a od 1947 r. Instytut Medyczny. W 1952 r. budynek przebudowano. Na jednym z pięter ulokowano wiwarium. W 2004 r. obiekt przekazano Białoruskiej Cerkwi Prawosławnej Patriarchatu Moskiewskiego. 
W prawej oficynie, wybudowanej w latach 1783-1793 znajdowały się stajnie, siedziba Rosyjskiego Towarzystwa Dobroczynnego, a w 1875 r. poświęcono tu cerkiew domową. W 2007 r. budynek rozebrano i zrekonstruowano z przeznaczeniem na cerkiew. W dniu 16 grudnia 2012 r. poświęcono cerkiew św. Mikołaja. Ceremonii przewodniczył biskup grodzieński i wołkowyski Artemiusz.

## Architektura
Pałac jest zabytkiem architektury wczesnego klasycyzmu. Budynek jest trzykondygnacyjny, na rzucie prostokąta, nakryty czterospadowym dachem. Fasada główna wyróżnia się płytkim ryzalitem usianym dużymi lizenami i zwieńczona jest prostokątnym frontonem. Pałac ma układ korytarzowy. Na piętrze zachowały się sklepienia z lunetami. Wnętrza budynku zostały zmienione. Zniszczony został park o regularnym układzie w części przedniej i po bokach. Obecnie park został częściowo odrestaurowany.

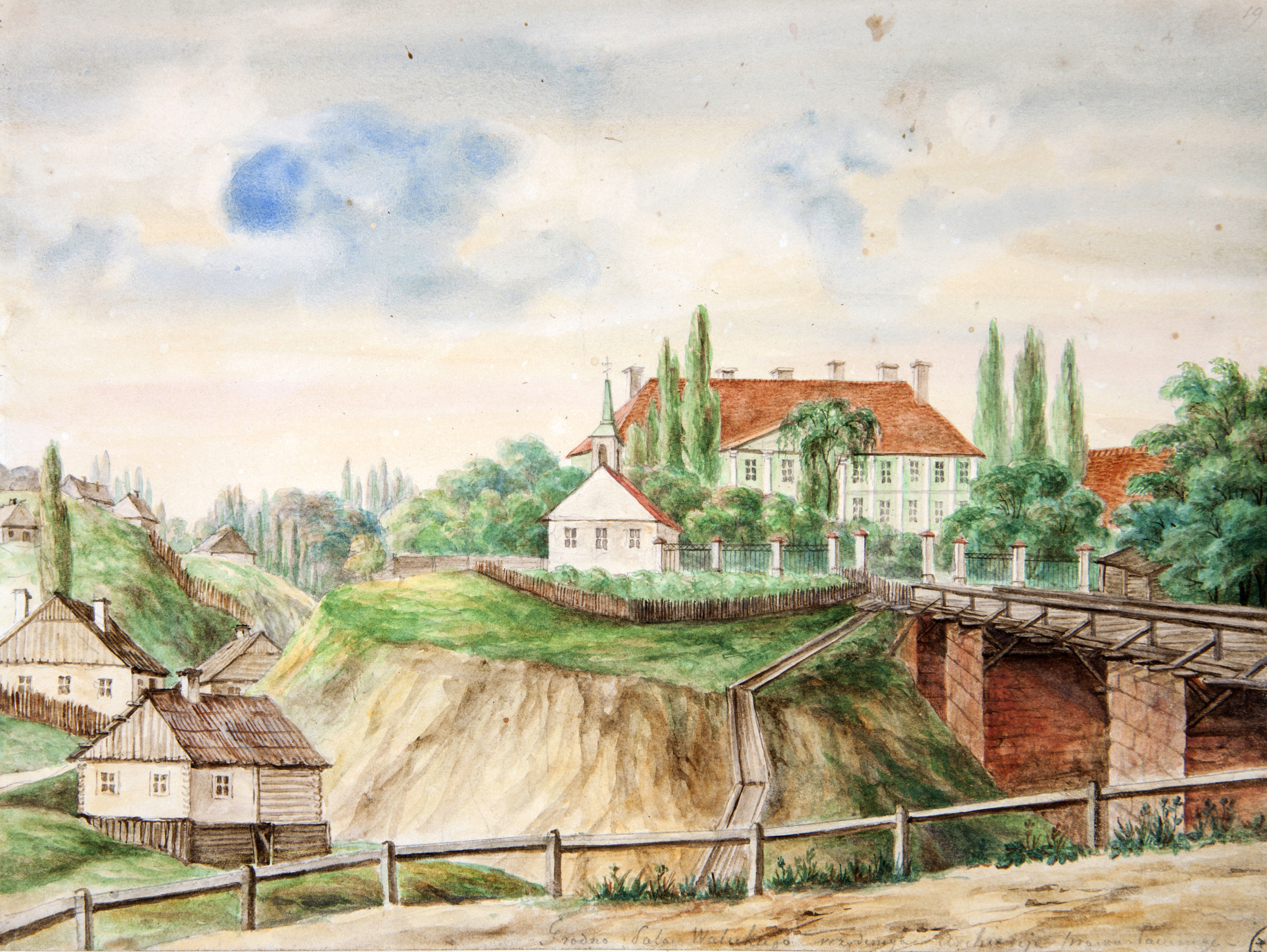
Pałac na akwareli Napoleona Ordy, Widoczna kaplica w lewej oficynie